# Francis Field

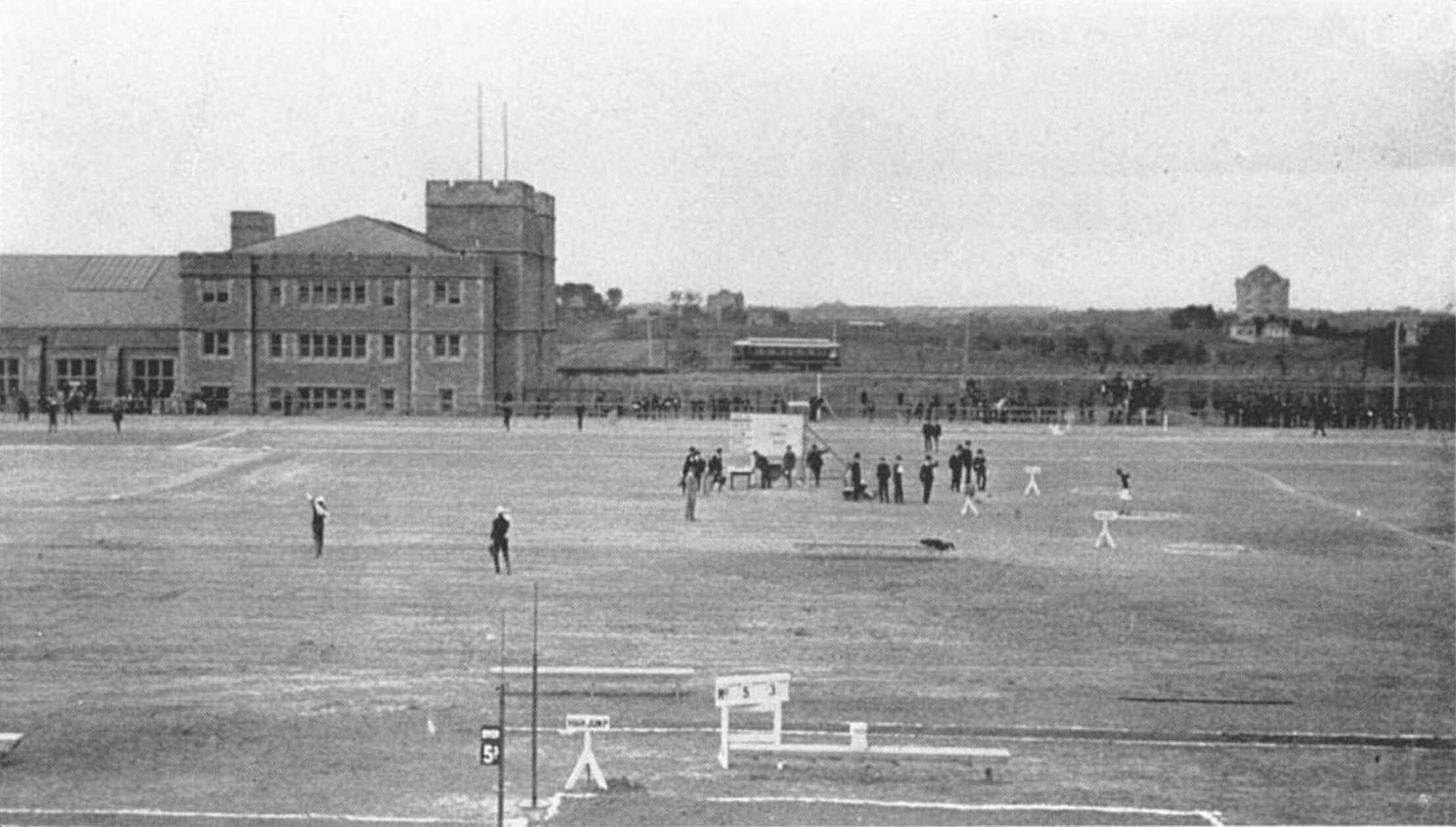
Das Francis Field zur Eröffnung der Olympischen Spiele, Mai 1904

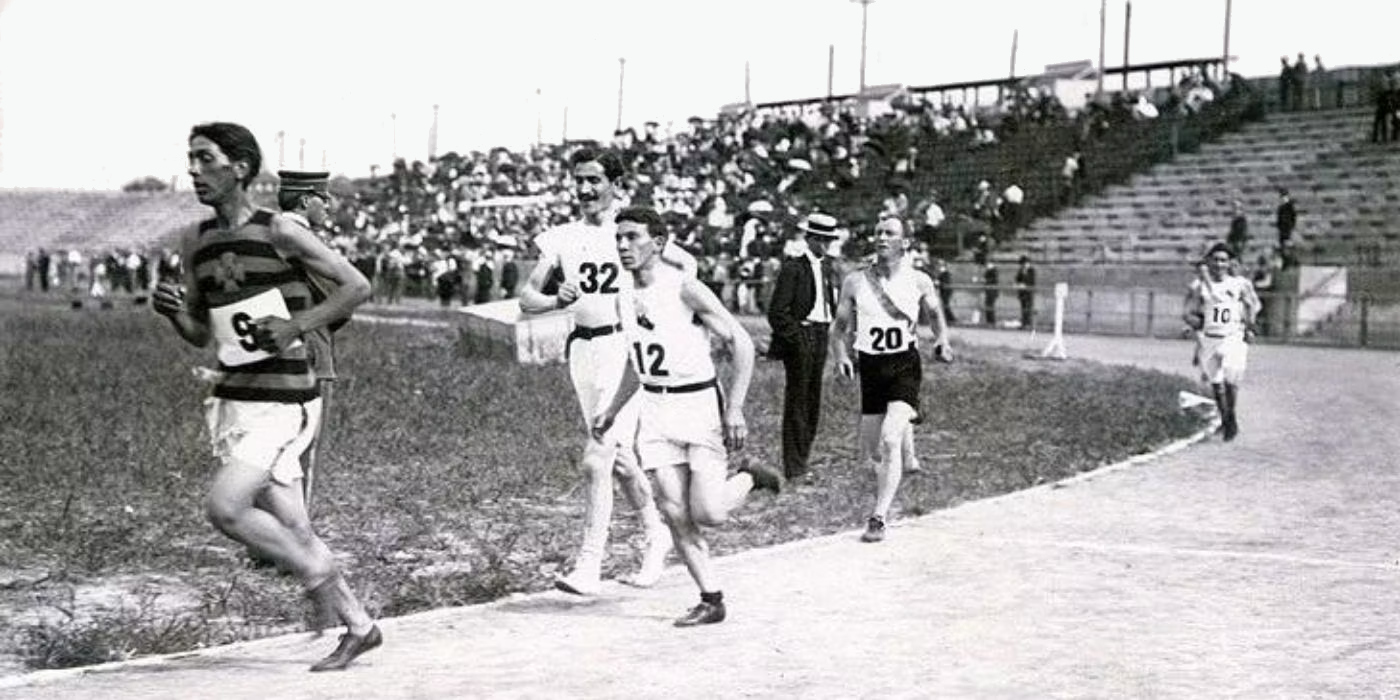
Frühe Rennphase des olympischen Marathons 1904 in Francis Field

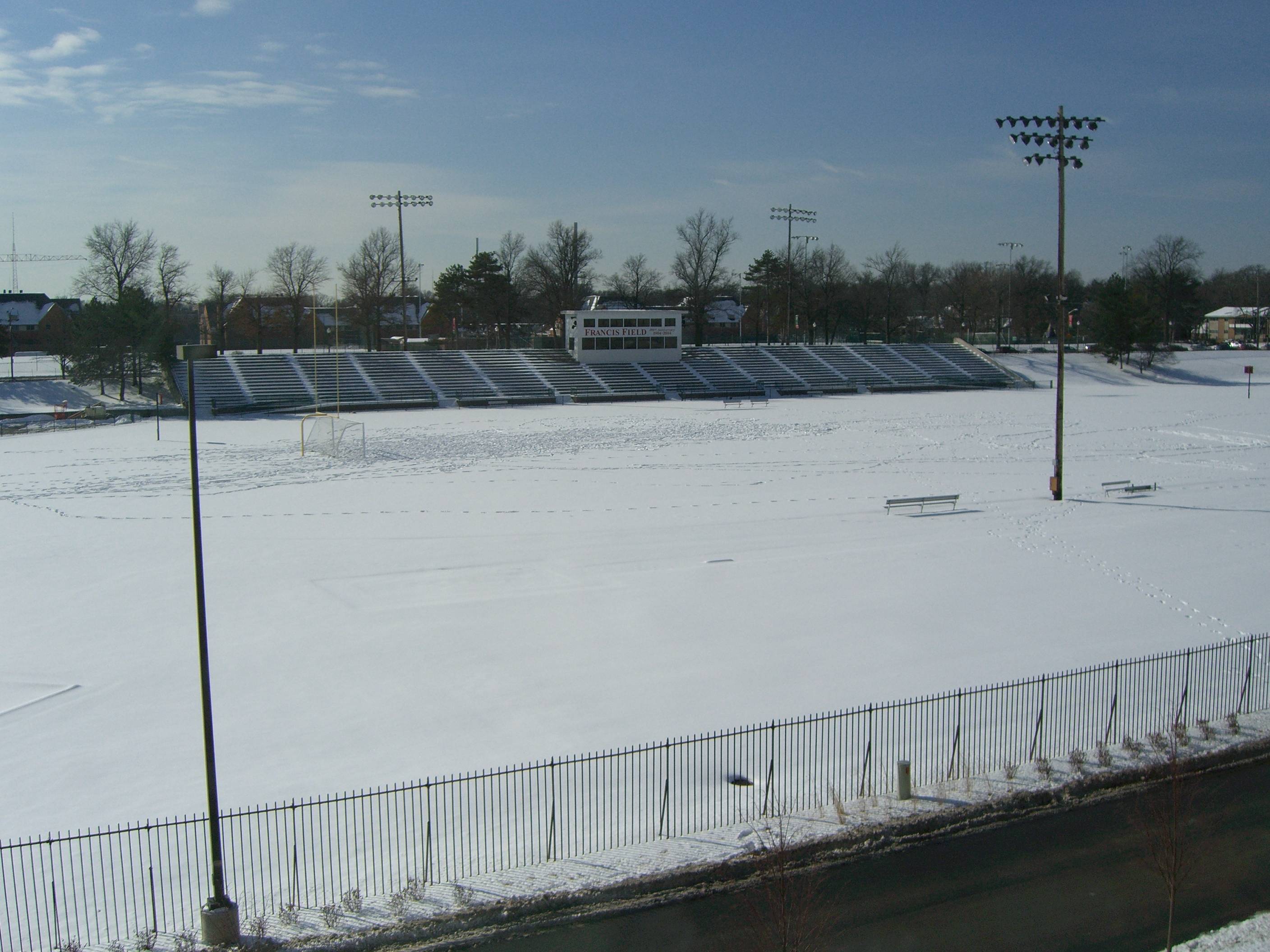
Das Francis Field im Jahre 2009

Francis Field ist ein Stadion in St. Louis. Es befindet sich auf dem Gelände der Washington University und dient den Sportmannschaften der Universität (Leichtathletik, American Football und Fußball). Es wurde für die Durchführung der Olympischen Sommerspiele 1904 errichtet, die parallel zur Weltausstellung Louisiana Purchase Exposition stattfanden. Unmittelbar neben dem Stadion steht das Francis Gymnasium, eine Turnhalle.

## Geschichte
1899 beauftragte die Washington University das auf Universitätsgebäude spezialisierte Architekturbüro Cope & Stewardson mit dem Entwurf eines Stadions auf ihrem Gelände. 1902 waren die Bauarbeiten abgeschlossen. Das Stadion wurde nach David Francis benannt, dem ehemaligen Gouverneur von Missouri und Innenminister der Vereinigten Staaten, der maßgeblich dafür verantwortlich war, dass die Weltausstellung und die Olympischen Spiele in St. Louis stattfanden.
Die Tribüne des Stadions war eine der ersten Anwendungen der damals neuartigen Technologie des Stahlbetons. Zu Beginn hatte die Anlage eine für heutige Verhältnisse eigenartige Form. Die Aschenbahn war eine Drittelmeile (536,44 m) lang; sie hatte vier Kurven, drei kurze und eine lange Gerade von ca. 200 m Länge. In den 1950er Jahren verfolgten jeweils bis zu 19.000 Zuschauer die Spiele der Football-Mannschaft der Universität. 1984 erfolgte eine vollständige Umgestaltung: Francis Field erhielt eine moderne 400-Meter-Laufbahn aus Kunststoff und die Zuschauerkapazität wurde auf 4.000 begrenzt. Seit 2004 besteht das Spielfeld aus Kunstrasen.
Stadion und angrenzende Turnhalle sind als National Historic Landmark klassifiziert.